# Schinus velutinus
Schinus velutinus är en sumakväxtart som först beskrevs av Porphir Kiril Nicolai Stepanowitsch Turczaninow, och fick sitt nu gällande namn av L. M. Johnston. Schinus velutinus ingår i släktet Schinus och familjen sumakväxter. Inga underarter finns listade i Catalogue of Life.